# 阿旺萨克
阿旺萨克（法語：Avensac）是法国热尔省的一个市镇，属于孔东区（Condom）莫韦赞县（Mauvezin）。该市镇总面积4.8平方公里，2009年时的人口为61人。

## 人口
阿旺萨克人口变化图示